# Clemira trita
Clemira trita is een vlinder uit de familie uilen (Noctuidae). De wetenschappelijke naam van de soort is, als Erocha trita, voor het eerst geldig gepubliceerd in 1910 door Herbert Druce. De combinatie in het geslacht Clemira werd in 2009 gemaakt door Becker, die daarbij ook het lectotype selecteerde.

## Type
- lectotype: "male, genitalia slide no. Noctuidae 5141"
- instituut: BMNH, Londen, Engeland
- typelocatie: "Peru, Puno, Aqualani, 10000"[1]